# 神永正博
神永 正博（かみなが まさひろ、 1967年 - ）は、数学者。東北学院大学電気情報工学科教授。専門は解析学、暗号理論、博士（理学）（大阪大学・2003年）。東京都出身。

## 略歴
- 1991年：東京理科大学理学部第一部数学科卒業
- 1993年：京都大学大学院理学研究科数学専攻修士課程修了
- 1994年：同博士課程中退
- 1994年：東京電機大学理工学部情報科学科助手
- 1998年：日立製作所入社
- 2003年：大阪大学博士（理学）を取得
- 2004年：東北学院大学工学部電気情報工学科専任講師
- 2005年：同助教授
- 2007年：同大学院工学研究科電気工学専攻
- 2008年：同准教授（名称変更）、学力低下問題への関心から『学力低下は錯覚である』を出版。
- 2010年：Visiting Research Fellow, Institute of Mathematical Sciences
- 2011年：東北学院大学工学部電気情報工学科教授

## 学力低下は錯覚である
著書『学力低下は錯覚である』の中で、神永は若者の学力に関しては少子化により入学基準が下げられ、進学率が上昇したため若者の中で大学生の身分を持つ者の平均点が下がっただけであり、これで若者全体の学力が低下したと論ずるのは性急であると主張した。
ただし、後に神永が自らのサイトで補足として「「子どもたちの学力が低下していない」と申し上げているわけではありません」と訂正している。
他、インタビューを受けた際に同書を執筆したことの感想として「若者の学力低下を商売にしているところからは相当な反発があって、かなりひどいことを書かれたこともありました」、と語っている。

## 著作
- 渡邊高志との共著『情報セキュリティの理論と技術-暗号理論からICカードの耐タンパー技術まで-』（森北出版, 2005年10月, ISBN 4-627-82951-5）
- 『カード・セキュリティのすべて -進化する”手口"と最新防御策』（日本実業出版, 2006年8月, ISBN 4-534-04103-9）
- 藤田育嗣との共著『計算力をつける微分積分』（内田老鶴圃, 2008年3月, ISBN 4-753-60031-9）
- 山田聖、渡邊高志との共著『Javaで作って学ぶ暗号技術-RSA, AES, SHAの基礎からSSLまで-』（森北出版, 2008年5月, ISBN 4-627-84761-0）
- 『学力低下は錯覚である』（森北出版, 2008年, ISBN 978-4-627-97511-8）
- 『不透明な時代を見抜く「統計思考力』（ディスカヴァー21, 2009年4月, ISBN 4-887-59699-5）
- 石川賢太との共著『計算力をつける線形代数』（内田老鶴圃, 2009年10月, ISBN 4-753-60032-7）
- 『未来思考－10年先を読む「統計力」』（朝日新聞出版, 2010年2月, ISBN 4-023-30488-3）
- 『食える数学』（ディスカヴァー・トゥエンティワン, 2010年11月, ISBN 4-887-59849-1）
- 『ウソを見破る統計学』（講談社ブルーバックス, 2011年4月, ISBN 4-062-57724-0）
- 『「超」入門 微分積分』（講談社ブルーバックス, 2012年9月, ISBN 4-062-57786-0）
- 藤田育嗣との共著『計算力をつける微分積分問題集』（内田老鶴圃, 2013年4月 , ISBN 4-753-60131-5）
- 『不透明な時代を見抜く「統計思考力』（日本経済新聞出版社（日経ビジネス人文庫）, 2013年11月, ISBN 4-532-19708-2）
- 『直感を裏切る数学』（講談社ブルーバックス, 2014年11月, ISBN 4-062-57888-3）
- 小飼弾との共著『未来予測を嗤え！』（KADOKAWA, 2014年12月, ISBN 4-041-01815-3）
- 『食える数学』（KADOKAWA（角川ソフィア文庫）, 2015年1月, ISBN 4-044-09477-2）
- 『現代暗号入門 いかにして秘密は守られるのか』（講談社ブルーバックス, 2017年10月, ISBN 978-4-06-502035-7）